# A Fuego con la Palabra
A Fuego con la Palabra es un álbum recopilatorio de reguetón lanzado en 2007 por Sociedades Bíblicas Unidas y CanZion, que reunió a los artistas urbanos cristianos más reconocidos del momento en un mismo proyecto bajo el lema "La música es mi pasión, la Palabra es mi guía", refiriéndose en este caso, a la Biblia, la Palabra de Dios y al género urbano que cada cantante interpreta. La American Bible Society anunció que su campaña La Biblia Es Mi Guia (The Bible Is My Guide), había conquistado una nueva audiencia a través de su asociación con Grupo CanZion. Esta nueva colaboración incluía la publicación de un álbum con 14 canciones compuestas por los artistas cristianos de reguetón de mayor influencia, de las cuales, 12 fueron escritas específicamente para la campaña La Biblia es mi guía.
Este álbum venía empacado junto a un DVD que tenía material audiovisual del proyecto, y es ubicado en la cronología del rapero Dr. P como su tercer álbum, siendo su primer y único recopilatorio hasta la fecha, permitiendo también el lanzamiento de su sello discográfico "Doctor Records". La producción musical, estuvo a cargo en su mayoría por Jetson El Supersónico, además, de la participación de DJ Blaster, Quest, Funky, DJ Pablo, DJ Apóstol y StereoPhonics.
El álbum estuvo nominado a los Premios Arpa como "Mejor álbum urbano" en la edición 2008.

## Promoción
La American Bible Society y Grupo CanZion se habían asociado por tres años, y su asociación incluiría la promoción y distribución, en los Estados Unidos y a través de América Latina, del disco A Fuego con La Palabra. Los líderes de la música urbana cristiana como Dr. P, Quest, Alex Zurdo, Redimi2, Manny Montes, Valette El Patriarca, y otros artistas de renombre dedicaron su tiempo, talento y canciones para el álbum, y sus eventos darían a conocer aún más la campaña La Biblia es mi guía.
En Expolit 2007, se llevó a cabo un concierto abierto en el Sheraton Miami Airport Hotel que presentó a Manny Montes, Dr. P, Quest (con el rapero Musiko como corista), Alex Zurdo, Triple Seven y Redimi2, interpretando las canciones del álbum A Fuego con la Palabra publicado por la American Bible Society para promover la campaña que tiene por tema "El Reggaetón es mi pasión, la Biblia es mi guía".

## Lista de canciones
| N° | Título             | Artista (s)                                | Productor          |
| 1  | La Luz             | Dr. P con 681                              | Jetson             |
| 2  | Mi Cristo te llama | Memo & Ungido                              | Jetson             |
| 3  | Hablando Claro     | Alex Zurdo                                 | Jetson             |
| 4  | Bienaventurado     | Luis Joel                                  | Jetson             |
| 5  | Práctica           | Dr. P con Manny Montes y Soly              | Jetson             |
| 6  | Palabra            | Redimi2                                    | StereoPhonics      |
| 7  | ¿Quién te amó?     | Soly & Willow                              | Jetson             |
| 8  | No es lo mismo     | Sugar                                      | Jetson             |
| 9  | A Él               | Quest                                      | Quest, DJ Apóstol  |
| 10 | Aquí voy           | Mr. Chévere                                | Quest, Mr. Chévere |
| 11 | Los metales        | Valette El Patriarca con Onix El Centinela | DJ Blaster         |
| 12 | Hasta El Final     | Funky                                      | Funky, Lui Febo    |
| 13 | Tutoría            | Dr. P con Jay-B                            | Jetson, Eli        |
| 14 | 500 GB             | Dr. P con Abdi-L                           | Jetson             |
| 15 | Unidos             | Triple Seven                               | DJ Pablo           |
| 16 | Outro              | Carlos Rodríguez                           | Jetson             |

## DVD
- La luz. (Dr. P) Videoclip.
- Filmando «La luz».
- Frente a frente con los artistas:

1. Yendo a las naciones (Dr. P)
2. Una base fuerte (Memo & Ungido)
3. La lucha diaria (Manny Montes y Sandy NLB)
4. El manual de la vida (Luis Joel)
5. La respuesta (Valette El Patriarca)
6. La Biblia es mi guía (Manny Montes)

- Dr. P. 4 Minutos.
- El Reto de 30 días / The 30 day Challenge.
- Evangelio de Juan (MP3)